# Argungu
Argungu è una città della Repubblica Federale della Nigeria appartenente allo Stato di Kebbi. È capoluogo dell'omonima area a governo locale (local government area). Conta una popolazione di 47.064 abitanti.